# Westend (Berlino)

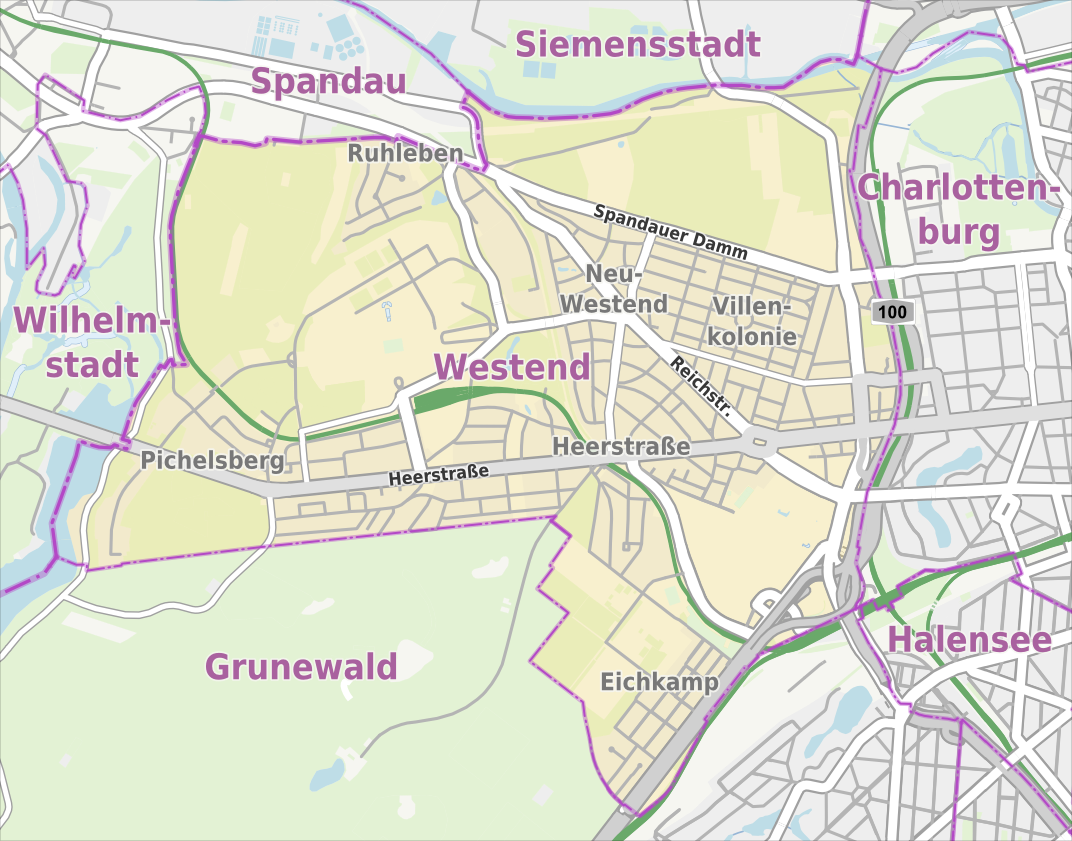
Mappa del quartiere

Westend è un quartiere (Ortsteil) di Berlino, appartenente al distretto (Bezirk) di Charlottenburg-Wilmersdorf.